# チャンポン・ジャオ

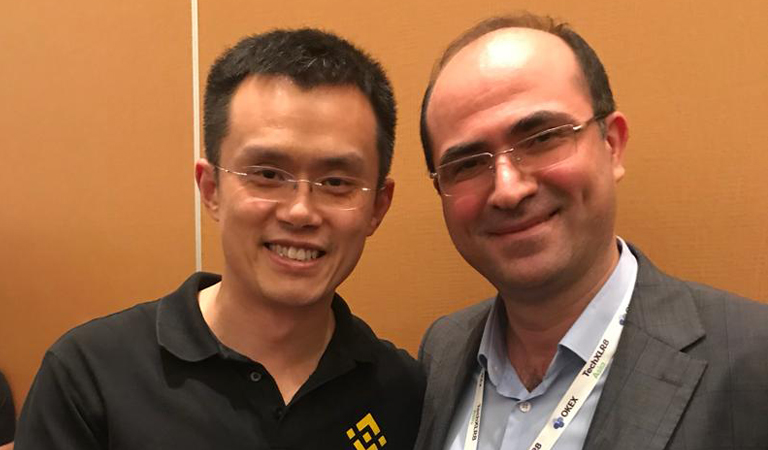
Zhao (left) in 2018

チャンポン・ジャオ（趙 長鵬、ちょう ちょうほう、1977年9月10日 - ）は、中国系カナダ人の経営者。
2018年4月現在の取引量で世界最大の暗号通貨取引所であるBinance（バイナンス）の創設者。元Blockchain.info開発チームメンバー、元OKCoin最高技術責任者。

## 来歴
江蘇省生まれ。1980年代後半に一家でカナダのブリティッシュコロンビア州バンクーバーに移住。父は「ブルジョア知識人」と呼ばれ、中国から追放される前は大学教授だった。10代の頃にはマクドナルドなどでアルバイトし、家計に貢献した。モントリオールのマギル大学で計算機科学を専攻し、卒業。
大学卒業後は、東京証券取引所の下請け会社でインターンシップを経験し、取引注文をマッチングするソフトウェアを開発した。その後、Bloomberg Tradebookに4年間勤務し、先物取引ソフトウェアの開発を担当した。
2005年には上海に移り、「ブローカー向けの最速の高頻度取引システム」で知られるフュージョン・システムズ社を設立した。
2013年からはBlockchain.infoを含む様々な暗号通貨プロジェクトに携わり、OKCoinの最高技術責任者も務めた。
2017年、OKCoinを離れ、イニシャル・コイン・オファリングで調達した1500万ドルの資本をもとに2017年7月にBinanceを立ち上げ、約8ヶ月で、Binanceを取引量世界最大（2018年4月時点）の暗号通貨取引所にまで成長させた。また、ブロックチェーンネットワークのBinance Smart Chainも立ち上げ、分散型金融（DeFi）の発展に大きく貢献している。
2018年2月時点で、フォーブスの「暗号通貨分野で最も裕福な人物」ランキングでの3位となった。2021年の時点での純資産は19億ドルと推定されている。
2023年11月22日、米国の資金洗浄規制違反を認めてBinanceのCEOを退任した。Binanceも当局に総額43億ドルの罰金を支払うことで合意した。

## 見解
ニューヨーク・タイムズのインタビューで、『人々は「暗号を使っているのではなく、暗号を取引してお金を稼いでいる」と考えて、（投機的に）暗号に手を出しているが、市場は常に自己修正されるだろう』との見解を述べている。
2021年4月6日のBloomberg Marketsのインタビューでは、自分の資産のほぼ全てが暗号通貨であると語った。
ジャオは、資産の99％までを寄付する予定だと表明し、他の大富豪の行動に倣うとしている。2021年11月16日に公開されたAP通信のインタビューでは、「ロックフェラー（ジョン・D・ロックフェラー）から今日まで、多くの起業家や創業者がそうしてきたように、私も財産のほとんどを寄付するつもりです。私は自分の財産の90％、95％、99％を寄付するつもりです」と語っている。